# 契り (五木ひろしの曲)
「契り」（ちぎり）は、1982年7月1日に五木ひろしが発売したシングルである。

## 解説
作詞は阿久悠、作曲は前作『流れのままに』から引き続き五木ひろし本人である。東映映画『大日本帝国』の主題歌となった。
1982年の『第33回NHK紅白歌合戦』でトリ前で歌唱。2007年の『第58回NHK紅白歌合戦』では、この年亡くなった阿久の追悼として大トリで歌った。

## 収録曲
- 両楽曲共に、作詞：阿久悠／作曲：五木ひろし:／編曲：京建輔

A面
1. 契り（4分14秒）

B面
1. 契り パートII（4分10秒）

## カバー
- 2010年　柏原芳恵（アルバム『アンコール2』）